# پیلوا
پیلوا (به لاتین: Pilawa) یک شهر و گمینا در لهستان است که در گمینا پیلاوا واقع شده‌است. پیلوا ۶٫۶۲ کیلومتر مربع مساحت و ۴٬۱۹۶ نفر جمعیت دارد.